# Clan (verwanten)
Een clan, in bredere zin soms ook geslacht (onder andere in Schotland), familie(groep) of (familie)stam, is een groep mensen die met elkaar verbonden is door middel van verwantschap en afstamming.
Als nog precies bekend is wie aan wie verwant is, wordt gesproken over een afstammelingen (oftewel familiestam). Groepen kunnen echter dusdanig groot groeien dat deze opgesplitst moeten worden, zodat de exacte invulling van de onderlinge verwantschap niet meer bekend is. In dit geval wordt gesproken van clans. Hierbij is er een bewustzijn van verwantschap, ook al is de exacte verwantschapsband onbekend. Zelfs wanneer de exacte stamboom niet kan worden nagegaan, zullen clanleden toch een stichter van de clan of oervoorvader aanwijzen. Omdat verbintenissen, die gebaseerd zijn op verwantschap, enkel symbolisch van aard kunnen zijn, delen sommige clans een bepaalde gemeenschappelijke voorouder met elkaar. Wanneer deze voorouder niet menselijk is, wordt dit een als een dierlijk totem gezien. In het algemeen verschilt verwantschap in brede zin van biologische verwantschap, omdat het ook adoptie, huwelijk en fictieve genealogische banden, omhelst.
Het woord clan komt van het Gaelische woord clann, wat familie of kinderen betekent.

## Organisatie van clans
Sommige clans zijn patrilineair, dat betekent dat de leden aan elkaar verwant zijn door middel van de mannelijke lijn. Een voorbeeld hiervan zijn de Armeense clans. Andere clans zijn matrilineair, wat betekent, dat de leden aan elkaar verwant zijn door middel van de vrouwelijke lijn. Daarnaast zijn er ook clans, die bilateraal zijn, waar de clan bestaat uit alle nakomelingen uit de mannelijke en de vrouwelijke lijn van de oervoorvader. Een voorbeeld hiervan zijn de Schotse clans. Of een clan patrilineair, matrilineair of bilateraal is, is afhankelijk van de verwantschapsregels en -normen in de respectievelijke maatschappij.
In verschillende culturen en situaties kan een clan hetzelfde betekenen als andere op verwantschap gebaseerde groepen, zoals stammen. Dikwijls is de onderscheidende factor het gegeven, dat een clan een kleiner onderdeel is van een stam, een volk of een land. Voorbeelden zijn de Ierse, Schotse, Chinese en Japanse clans, die uit verwante groepen bestaan binnen hun respectievelijk landen. In een clancultuur kunnen clans een zeer grote invloed hebben op het leven. Bij de Altaïsche volkeren zoals de Turken, Koreanen en de Japanners zijn gedwongen huwelijken tussen familieleden/clanleden niet ongewoon. Er dient echter opgemerkt te worden, dat bijvoorbeeld stammen en bands ook een afgebakend onderdeel kunnen zijn van een maatschappij. Arabische stammen bijvoorbeeld zijn kleine groepen binnen de Arabische maatschappij en Ojibwe bands zijn kleinere delen van de Ojibwa-stam.